# Limburgs Land
Limburgs Land is een productlijn van door de Stichting Streekproducten Nederland erkende streekproducten, die onder licentie van de Stichting Streekproducten Limburg op de markt verschijnen. Limburgs Land is het merk voor natuurzuivere streekproducten uit Nederlands-Limburg. Tot de producten van Limburgs Land behoren onder meer:
- yoghurt
- sappen
- confitures
- pilsener bier (tegenwoordig Gulpener Biologisch Ur-Pilsner)
- ijs
- pudding
- stroop.